# Pörtschach am Wörther See
Pörtschach am Wörther See (slovinsky Poreče ob jezeru) je městečko v rakouské spolkové zemi Korutany, vyhledávané rekreační a turistické letovisko, ležící asi 300 km jihozápadně od Vídně, 120 km jihozápadně od Štýrského Hradce a 20 km severně od hranic se Slovinskem. Leží u jezera Wörthersee, v nadmořské výšce od 446 do 702 metrů. Žije zde přibližně 2 800 obyvatel. Od poloviny 19. století byl a dosud zůstává letoviskem Rakušanů i Italů.

## Geografie
Městečko se rozkládá v nadmořské výšce od 446 m do 702 m nad mořem a sestává z osmi místních částí:
- Am Gletschertopf
- Goritschach
- Leonstein (ruina)
- Pritschitz (Pričiče)
- Rennweg
- Sallach
- Windischberg
- Winklern

## Památky

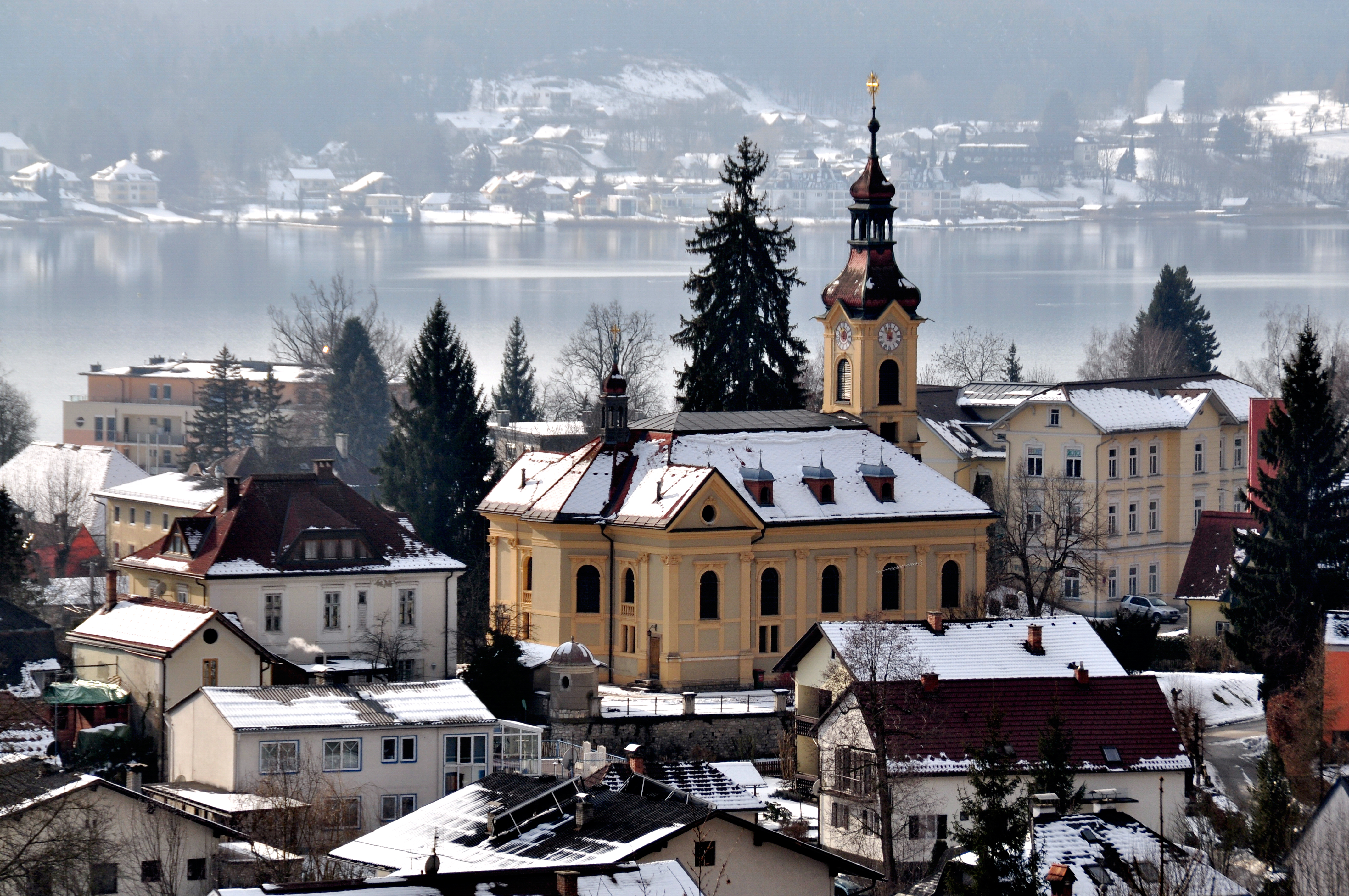
Centrum s kostelem sv. Jana Křtitele

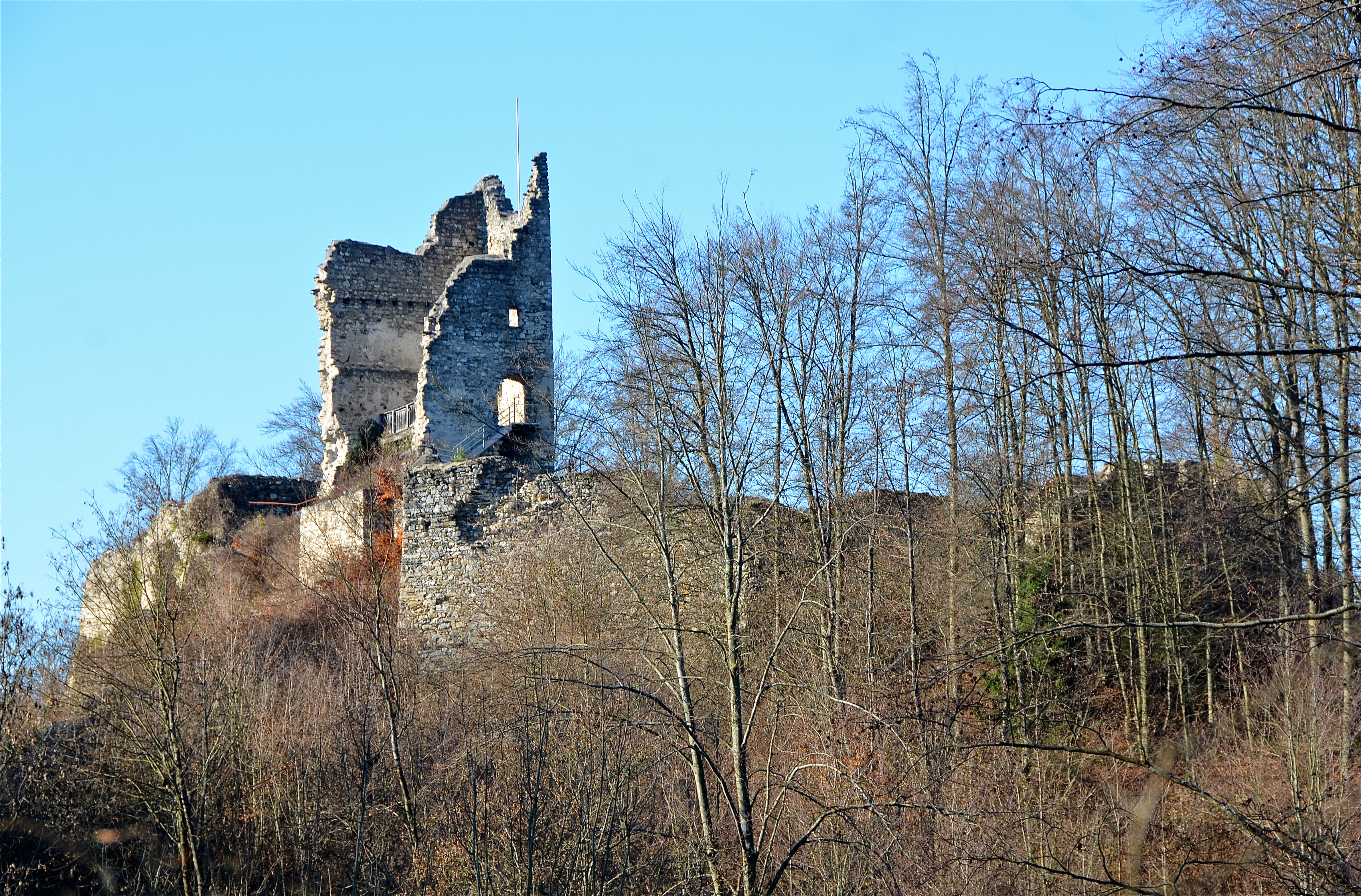
Leonstein od jihovýchodu

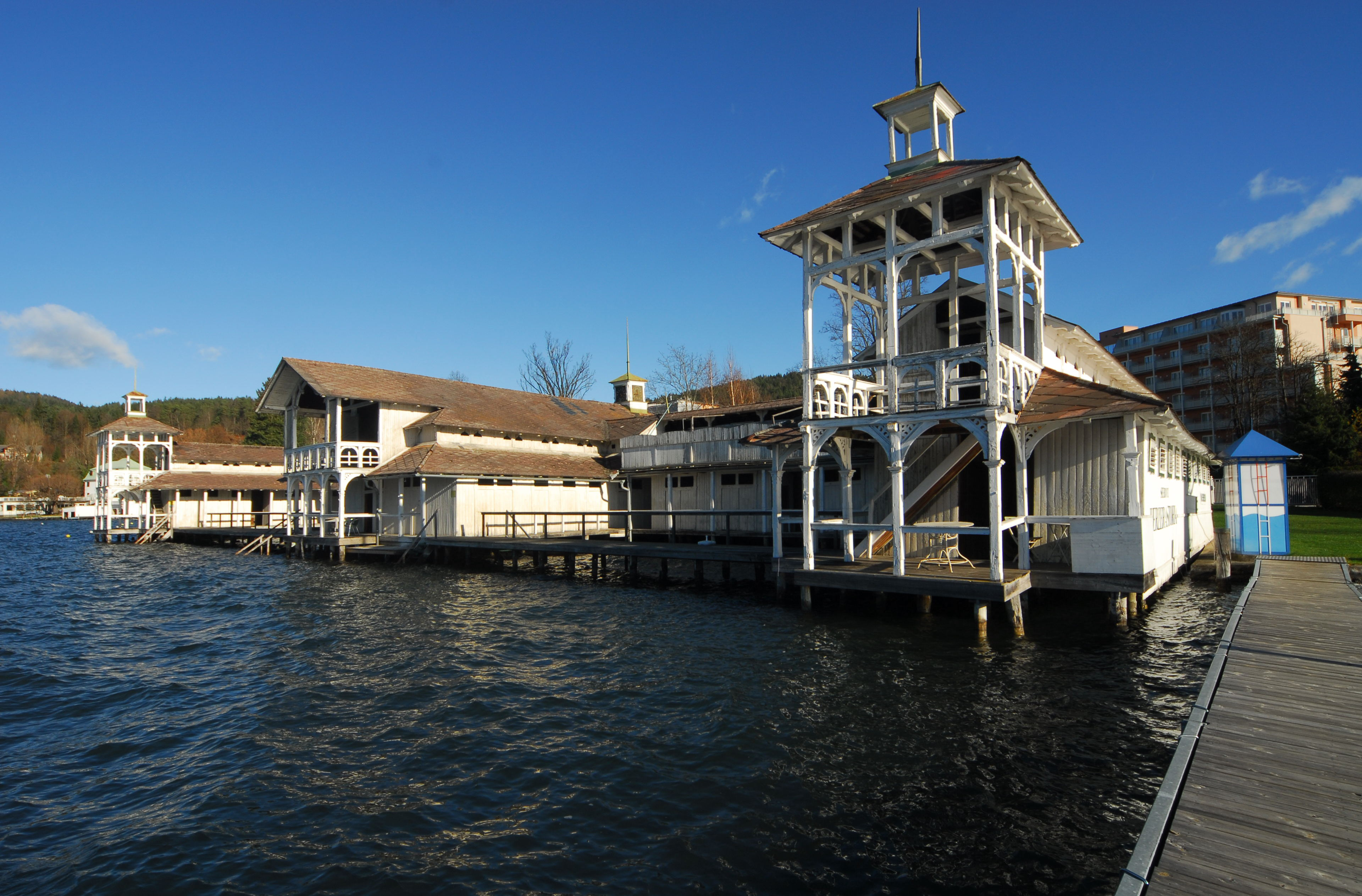
Hotel a lázně Werzer

- Římskokatolický kostel sv. Jana Křtitele – první farní chrám se na tomto místě připomíná k roku 1328, novostavba z let 1784–1792 byla rozšířena v novorenesančním stylu v letech 1904–1906, farní kostel je nyní filiální ke kostelu Maria Wörth. Na hlavním oltáři je obraz Ukřižování (kopie podle Antona Van Dycka) mezi barokními sochami P. Marie s sv. Jana Evangelisty. V roce 2008 byly instalovány a vysvěceny nové varhany se 30 rejstříky a 12 manuály, vynikající stroj sloužící při pravidelných koncertech na paměť zdejšího rodáka, hudebního skladatele Johanna Brahmse, který v Pörtschachu napsal mj. houslový koncert a Druhou symfonii.
- Filiální kostelík sv. Osvalda, původní románská sálová stavba, přestavěná v baroku, barokní oltář se sochami sv. Osvalda, Rocha a Víta; leží mimo městečko na návrší Goritschach.
- Evangelický chrám Vzkříšení Páně z let 1956-1958, okenní vitráže podle návrhu Josefa Tichého
- Hrad Leonstein, poprvé písemně připomínán k roku 1166, přestavěn ve 13.-15. století, dochovaná větší část obytné hranolové věže ze 13. století, zbytky kaple a opevnění z 15. století, kdy hrad patřil švábské rodině von Rothensteinů. Od dobytí v 17. století zůstal pustý.
- Lázně Werzer-Bad, soustava 16 dřevěných lázeňských domků s molem, terasami a věžičkou ze závěru 19. století, nyní hotel Werzer
- Vily: Villa Miralago, Villa Seewarte, Villa Wörth, Villa Romanini, Villa Venezia a další - rekreační, původně rodinné domy z konce 19. století ve stylu historismu; jsou rozesety kolem jezera.[2]
- Galerie Tichy – otevřena v domě a ateliéru zdejšího malíře Josefa Tichého
- Bronzový pomník průmyslníka a obchodníka Ernsta Wahlisse (1837-1900); v obchodním domě na Kärtnerstrasse ve Vídni prodával především karlovarský porcelán Karla Knolla.

## Sport
V tenisové hale se hrají mezinárodní tenisové turnaje, v letech 2008-2014 mužský a od té doby jarní ženský turnaj okruhu ITF.

## Slavní rodáci
- Johannes Brahms (1833–1897), německý hudební skladatel, napsal zde
- Hugo Karl August Meurer (1869–1960), rakouský námořník, viceadmirál c. a k. loďstva
- Josef Tichy (1922–2001), rakouský malíř

## Partnerská města
- Rivignano, Itálie